# Acyrtus pauciradiatus
Acyrtus pauciradiatus är en fiskart som beskrevs av Sampaio, de Anchieta, Nunes och Mendes 2004. Acyrtus pauciradiatus ingår i släktet Acyrtus och familjen dubbelsugarfiskar. Inga underarter finns listade i Catalogue of Life.